# مرغ توفان اروپایی

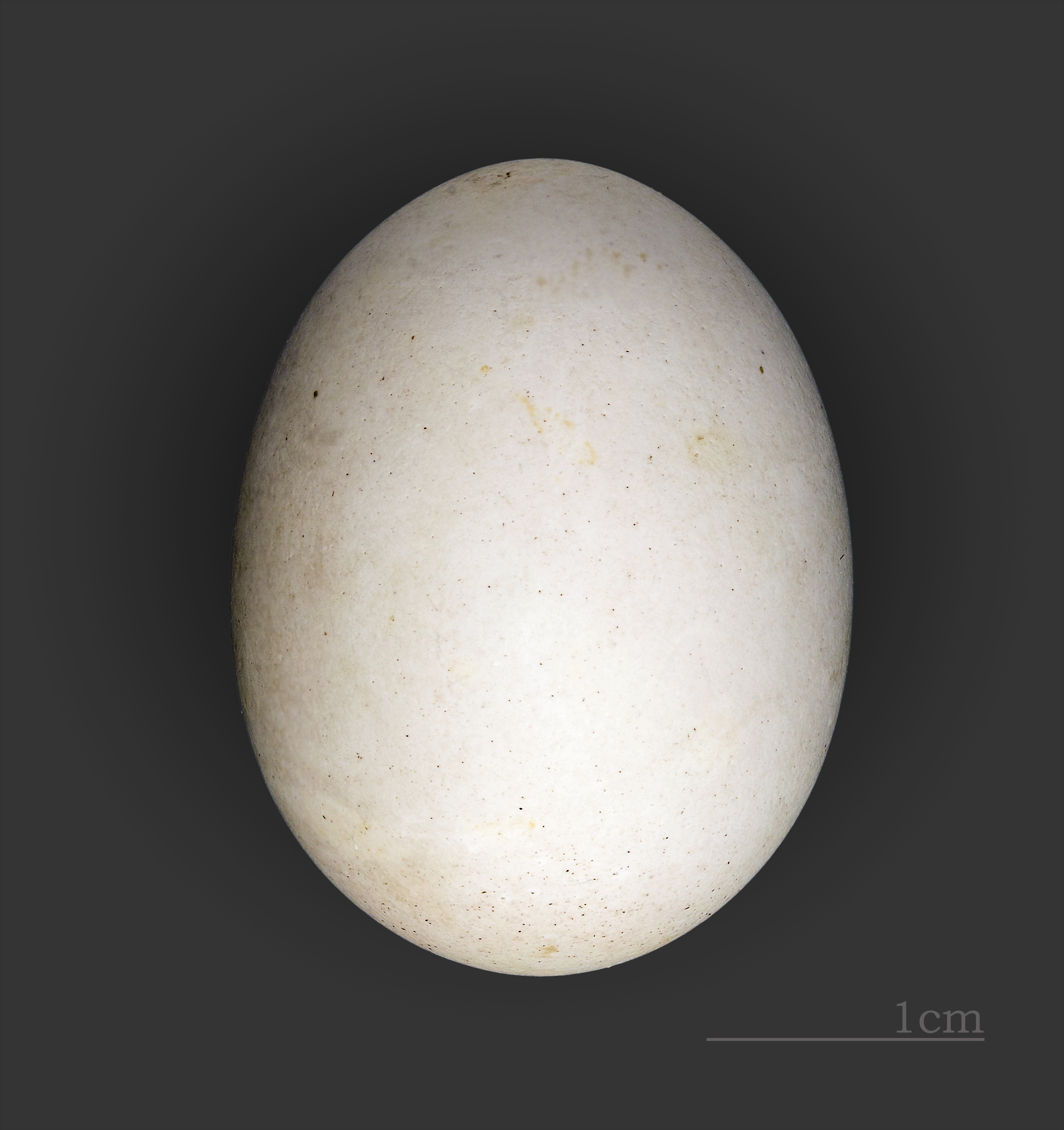
مرغ توفان اروپایی

مرغ توفان اروپایی (نام علمی: Hydrobates pelagicus) نام یک گونه از تیره مرغ طوفان است.